# アミ・パリス
アミ・パリス（AMI Paris）は、アレクサンドル・マテュッシ (en) によるフランスのラグジュアリープレタポルテファッションブランド。旧名はアミ（AMI）。

## 概要
2011年、それまでディオールやジバンシイ、マーク・ジェイコブスでメンズラインを担当していたアレクサンドルが独立し創業、パリのル・マレに旗艦店をオープン、2012年夏のパリファッション・ウィークにデビューした。2013年にはANDAM賞 (en) を受賞。2015年に日本初となる旗艦店を表参道 (原宿)にオープン。2022年時点で全世界に26店舗を展開し、「高品質で常に着れる服」をモットーに、幅広い年齢層や客層をターゲットにしており、カンヌ国際映画祭でカミラ・メンデスやダイアン・クルーガーらが着用するなど、セレブリティーにも愛されている。
AMIとはフランス語で「友人」を意味しており、愛情と情熱が重視されている。